# Hadady László
Hadady László (Békésszentandrás, 1956. március 14. –) magyar zenész, oboaművész.

## Életpályája
1962-től Debrecenben tanult. Kányási József debreceni növendékeként került a Liszt Ferenc Zeneművészeti Főiskolára; itt Kurtág György zeneszerző nagy hatással volt rá. 1976–1980 között a Ferencsik János vezette Magyar Állami Hangversenyzenekar tagja volt. 1979-ben kapta meg oboaművészi és tanári diplomáját. 1980–2010 között a Pierre Boulez párizsi kamarazenekarának oboása volt. 1985-től a Nielsen Fúvósötös tagja volt. 1990-ben megszerezte a Francia Állami Tanári Diplomát is. 1993-ban Londonban és Párizsban a londoni Philharmonia Orchestra kísérte Elliot Carter oboaversenyén is részt vett. 1995-ben két koncerten lépett fel Chicagóban, a Chicago Symphony Orchestra meghívására. 1995-től a Párizsi Zeneakadémia kamarazene és pedagógia tanára.
Rendszeresen fellépett a Liszt Ferenc Kamarazenekarral, a Párizsi Opera Zenekarával, a Francia Rádió Szimfonikus Zenekarával és a Budapesti Fesztiválzenekarral. Szólistaként angol, francia, német, argentin és magyar zenekarokkal szerepelt. 45 éves pályája során a világ 60 országában több mint 2000 koncertet adott. Az oboisták "Stradivariján", Lorée Royalon-on játszik.